# Оплотниця (община)
Община Оплотниця (словен. Občina Ormož) — одна з общин Словенії. Адміністративним центром є місто Оплотниця.
У рівнинній частині найбільш розвинені сільське господарство і виноградарство, тваринництво та лісове господарство більш виражені на пагорбах.

## Населення
У 2011 році в общині проживало 3969 осіб, 1975 чоловіків і 1994 жінок. Чисельність економічно активного населення (за місцем проживання), 1668 осіб. Середня щомісячна чиста заробітна плата одного працівника (EUR), 755.80 (в середньому по Словенії 987.39). Приблизно кожен другий житель у громаді має автомобіль (54 автомобілі на 100 жителів). Середній вік жителів склав 40,5 роки (в середньому по Словенії 41.8). 